# Silaum silaus
Silaum silaus, es una especie de planta perenne en la familia Apiaceae (Umbelliferae) (familia de las zanahorias) propia del sureste, centro y oeste de Europa, incluidas las islas británicas. Crece en praderas húmedas con suelos neutrales.

## Descripción
Silaum silaus es una umbelifera erecta con raíces de gránulos leñosas, gruesas y cilíndricas, que son picantes y aromáticas. S. silaus tiene pecíolos grises oscuros o negros en la parte superior; restos de peciolo se encuentran en la parte inferior del tallo, que es sólido y estriado. Sus umbelas tienen 2-6 cm de diámetro, son terminales o axilares, y compuestas, con 4 a 15 rayos en ángulo de 1-3 cm; el pedúnculo es más grande que los rayos, y ambos son papilosos. Las flores son en su mayoría hermafroditas.
Silaum silaus tiene hojas pinnadas  2-4, que tienen un contorno triangular y lanceolado, un pecíolo largo y las divisiones primarias tienen un largo pedúnculo.  Los segmentos miden 10-15 mm de largo, y tienen una forma de lanceolada a lineal, los extremos son acuminados u obtusos y mucronatos, las hojas son finamente serruladas, con una nervadura central prominente; el ápice es a menudo de color rojizo. Posee hojas caulinas superiores pinadas -1 , que son simples o de una vaina; no tienen peciolo y los cotiledones se estrechan en la base.

## Usos
Se menciona a Silaum silaus en la obra Theatrum Botanicum que John Parkinson publicara en 1640, se destaca su propiedad de aliviar la paspadura de piel en los niños.
Sus hojas se pueden consumir cocidas.